# めろん城

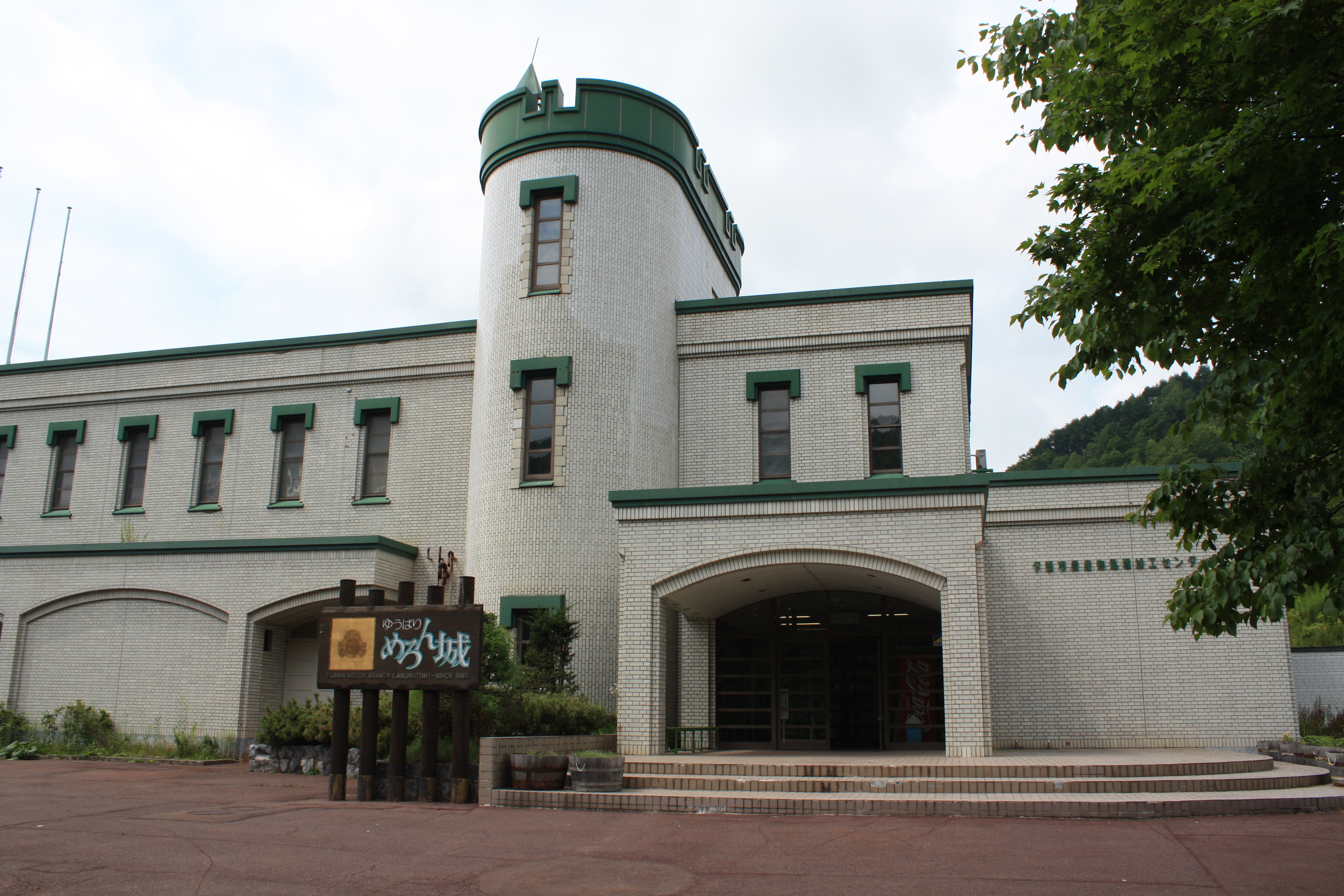
めろん城（2009年8月）

めろん城（めろんじょう）は、北海道夕張市にあった食品製造加工施設である。当初は夕張市農産物処理加工センターとして開設され、のちに酒類製品製造施設となった。

## 概要
外見は西洋の城郭をモチーフにしている。ゆうばりめろん城とも表記される。
売店等も併設され、工場の見学も可能であった。
敷地は1975年（昭和50年）3月に廃校となった夕張市立丁未小学校の跡地。

### 利用情報
（2008年時点の情報）
- 開館時間：9:30 - 16:30
- 入館料：無料
- 駐車場：無料（62台）

## 歴史
石炭産業が斜陽化し、他の産業への転身を図る中、特産の夕張メロンの加工を進める「夕張市農産物処理加工センター」の第1工場として1985年（昭和60年）に完成して開業した。
第三セクターの「株式会社石炭の歴史村観光」が運営を行っていたが、同社は2006年（平成18年）11月29日に札幌地方裁判所に自己破産を申請して経営破綻したために同社の施設は全面的に閉鎖となり、めろん城も閉鎖した。
その後、元従業員らが新たに設立した「夕張酒造株式会社」が、めろん城や観光物産センターの指定管理者となり、運営を引き継いだ。
2007年（平成19年）4月28日に再び開業し、同年7月4日から製造も再開した。
夕張酒造への管理委託は施設の買い取りが条件であった。しかし、2年を経過しても、夕張酒造は施設の買い取り義務を果たすことができなかった。
このため、夕張市は2009年（平成21年）8月より新たに指定管理者の公募を行ったが、条件を満たす業者は現れず、公募が不調のまま夕張酒造の委託期限である2009年9月末を迎えてしまった。
このため、市は条件を緩和し再入札を実施、2009年（平成21年）11月に長野県の医薬品関連企業「アンサー」が落札したが、同社による買収も実現しなかった。
そこで再度売却先を公募し、札幌市の卸・小売業「ベースクリエート」だけが応募したため、2012年（平成24年）5月1日に同社への譲渡が決定された。